# WDC 65C02

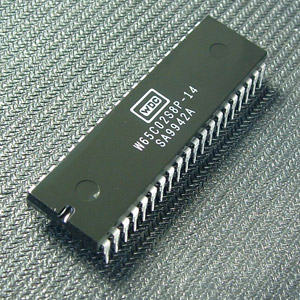
Microprocessador WDC 65C02.

O microprocessador WDC 65C02, projetado por Bill Mensch do Western Design Center (WDC), é uma versão CMOS aperfeiçoada e de baixo consumo da popular UCP NMOS MOS Technology 6502 de 8 bits. Ao longo de vários períodos de tempo, o 65C02 foi produzido sob licença por várias indústrias como a NCR, GTE, Rockwell, Synertek e Sanyo.